# Bordeaux-i borvidék

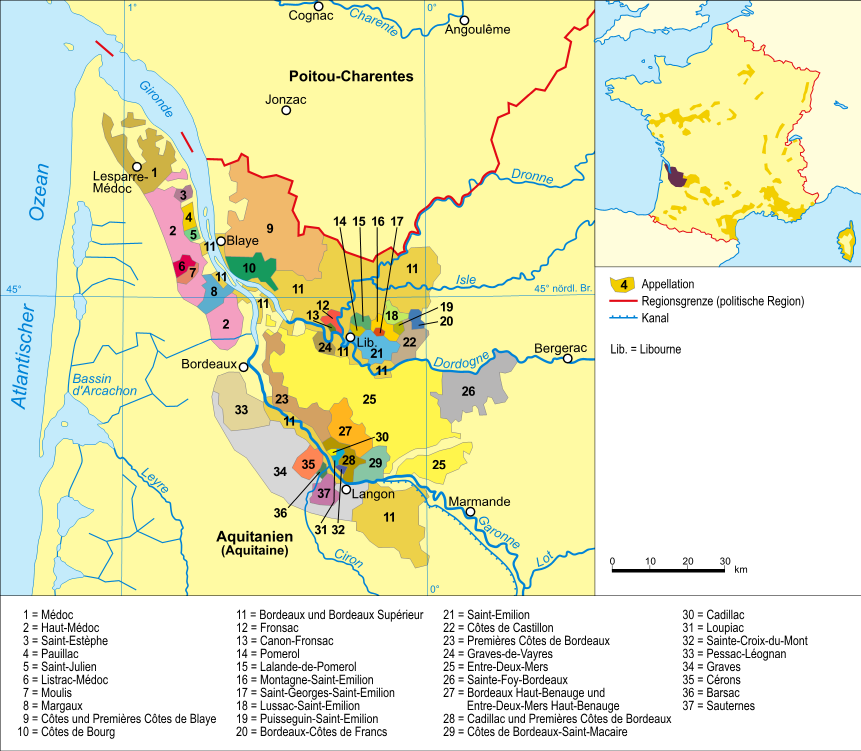
A bordeaux-i borvidék körzetei

A bordeaux-i borvidék Franciaország legnagyobb borvidéke, amely Gironde megye teljes területét lefedve több mint 120 000 hektáron terül el. Nevét a megyeszékhely, Bordeaux városa után kapta.
A vidék borkultúráját a rómaiak honosították meg, de hírnevét 1152-ben alapozta meg, Aquitániai Eleonóra és II. Henrik poitiers-i házasságkötését követően. Jelenleg Franciaország legjelentősebb borvidéke; évente 700 millió palacknyi bort termelnek a gazdák. A bordeaux-i borok 89%-a vörös bor.